# Space Junkies
Space Junkies est un jeu vidéo de tir, développé par le studio Ubisoft Montpellier et édité par Ubisoft. Le jeu est sorti en mars 2019 sur Oculus Rift, PlayStation VR et HTC Vive.

## Accueil
- Jeuxvidéo.com : 14/20[1]